# Österrike-Ungerns krigsmakt

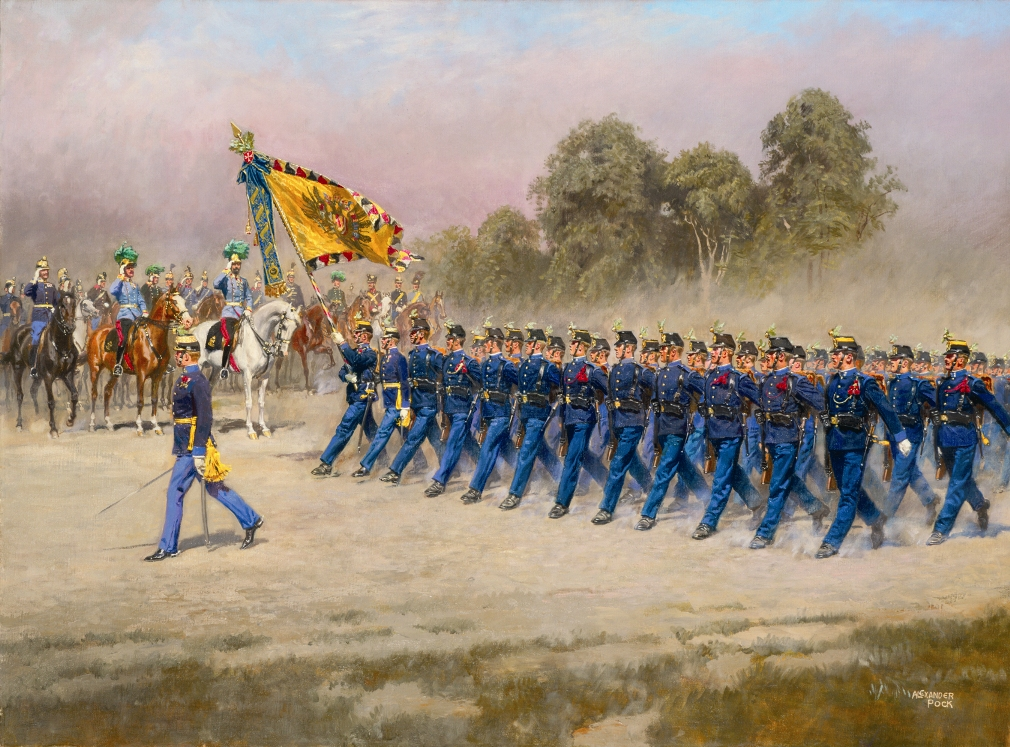
Infanteriregemente 4 "Hoch- und Deutschmeister" paraderar 1896.

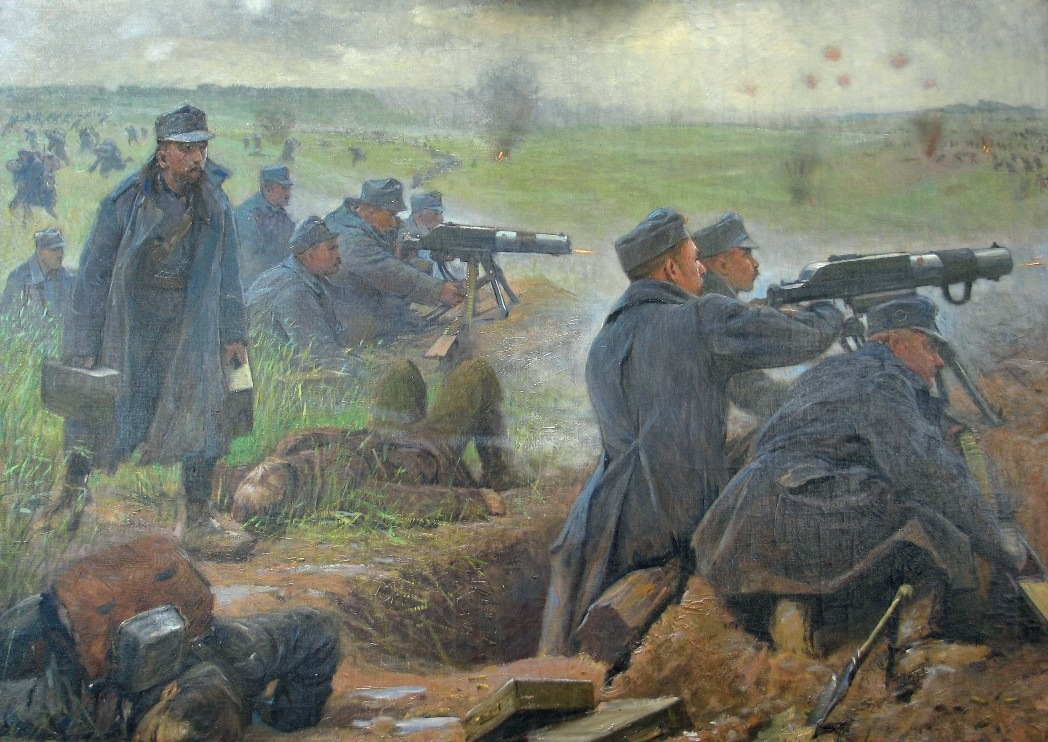
Infanteriregemente 4 "Hoch- und Deutschmeister" i strid 1915.

Österrike-Ungerns krigsmakt (tyska: die Bewaffnete Macht), bestod av fyra komponenter:
- den gemensamma armén, (tyska: 'k.u.k. Armee');
- den gemensamma flottan, (tyska: 'k.u.k. Kriegsmarine'):
- den österrikiska riksdelens armé, (tyska: 'k.k. Landwehr');
- den ungerska riksdelens armé, (ungerska: Magyar Királyi Honvédség/tyska: k.u. Landwehr).

## Titulatur
Titulaturen för imperiets militär och myndigheter varierade beroende på om det representerade hela riket, endast den österrikiska eller den ungerska riksdelen.
- Det rörande hela riket benämndes kejserlig och kunglig (tyska kaiserlich und königlich, K.u.k.)
- Det rörande den österrikiska riksdelen benämndes kejserlig kunglig (tyska kaiserlich königlich, K.k.)
- Det rörande den ungerska riksdelen benämndes kunglig ungersk (tyska königlich ungarisch, K.u.)

## Värnplikt
Allmän värnplikt infördes 1866. Vapenföra män var värnpliktiga från och med det nittonde till och med det fyrtioandra levnadsåret. De tilldelades antingen armén, lantvärnet eller ersättningsreserven. De som tilldelades armén hade först att tjänstgöra tre år i aktiv tjänst, följt av sju år i reserven, två år i lantvärnets inaktiva del och tio år i landstormen. De som tilldelades lantvärnet gjorde en första tjänstgöring om ett år i Österrike (huvudsakligen frivilliga) eller 19 eller 24 månader i Ungern, följt av 11 (10 år) i lantvärnets inaktiva del. De som tilldelades arméns eller lantvärnets ersättningsreserv utbildades under åtta veckor. För alla kategorier förekom repetitionsövningar. Marinens värnpliktiga kom enbart från tre rekryteringsområden vid Medelhavskusten. De hade först att tjänstgöra tre år i aktiv tjänst och sedan sju år i reserven.

## Gemensamma armén (k.u.k. Armee)

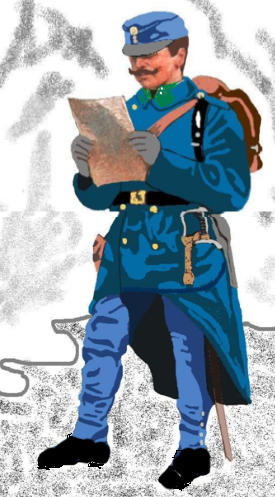
Fältjägar-
korpral i vinterfältdräkt 1912.

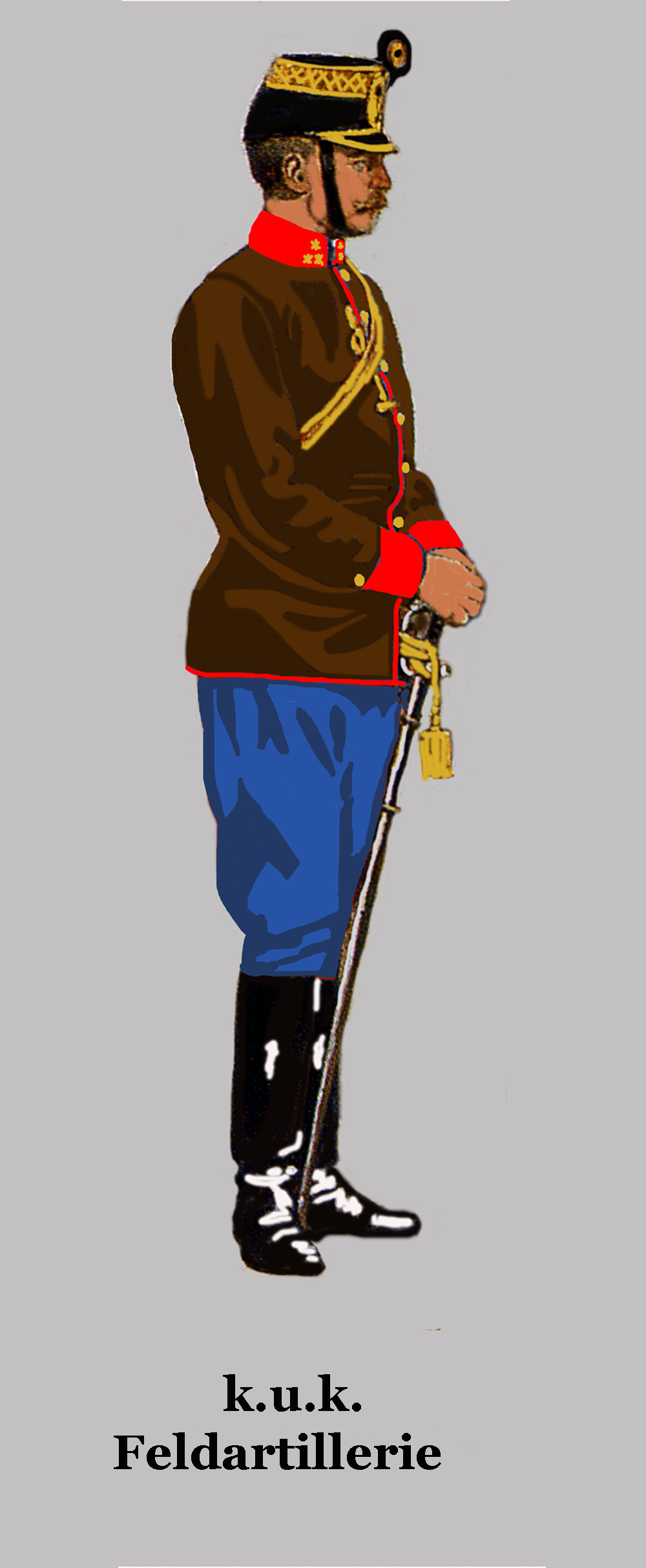
Kapten vid fältartilleriet 1901.

Österrikisk-ungerska armén rekryterades från hela dubbelmonarkin. Språkförhållandena i armén var 1902 sådana, att 29 % av de värnpliktiga talade tyska, 18 % ungerska, 15 % tjeckiska, 9 % polska, 8 % ukrainska, 7 % kroatiska/serbiska, 5 % rumänska, 5 % slovakiska, 3 % slovenska och 1 % italienska.
Tyska var kommandospråk i hela armén, det vill säga det språk på vilket de reglementerade kommandorden (till exempel "Giv Akt!") gavs. Tyska var även tjänstespråk i hela armén, det vill säga det språk på vilken tjänsteskrivelser avfattades. Även "regementsspråken" hade en officiell ställning i det att varje officer var förpliktad att inom tre år lära sig det eller de språk, som talades i hans regemente. Vid till exempel infanteriregemente nr. 100 i Kraków, talades tre regementsspråk, av vardera ungefär en tredjedel av manskapet, nämligen tyska, tjeckiska och polska. Som hjälpmedel vid den muntliga kommunikationen i armén användes också "arméslaviska" (Armee-Slawisch) ett konstgjort pidginspråk med ett ordförråd om cirka 80 nyckelord.
På grund av bristen på kaserner, var arméns regementen ända till strax före första världskriget utspridda i vitt skilda garnisoner och det var ytterst sällan att ett infanteriregementes alla fyra bataljoner var förlagda i samma stad. En annan princip var att ett regemente ofta förlades i orter långt från rekryteringsområdena för att förhindra fraternisering med lokalbefolkningen.
Samtliga regementen hade nummer och namn efter sin hedersöverste Regimentsinhaber, till exempel K.u.K. Galizisches Infanterie Regiment Gustaf V, König von Schweden, der Goten und Wenden Nr. 10.

### Styrka 1914

#### Högre förband
- 16 armékårer
- 49 infanteridivisioner
- 8 kavalleridivisioner

#### Regementen och självständiga bataljoner
- 57 "tyska" infanteriregementen – 45 "ungerska" infanteriregementen – 4 bosnisk-hercegovinska infanteriregementen
- 4 tyrolska jägarregementen – 32 fältjägarbataljoner – 1 bosnisk-hercegovinsk fältjägarbataljon
- 42 fältkanonregementen – 14 fälthaubitsregementen – 11 ridande artilleribataljoner – 14 tunga haubitsbataljoner
- 11 bergsartilleriregementen
- 6 fästningsartilleriregementen – 10 avdelta fästningartilleribataljoner
- 15 dragonregementen – 16 husarregementen – 11 ulanregementen
- 16 trängbataljoner
- 14 sappörbataljoner – 9 pionjärbataljoner – 1 pontonjärbataljon – 1 järnvägsregemente – 1 telegrafregemente

## Österrikiska riksdelens armé (k.k. Landwehr)

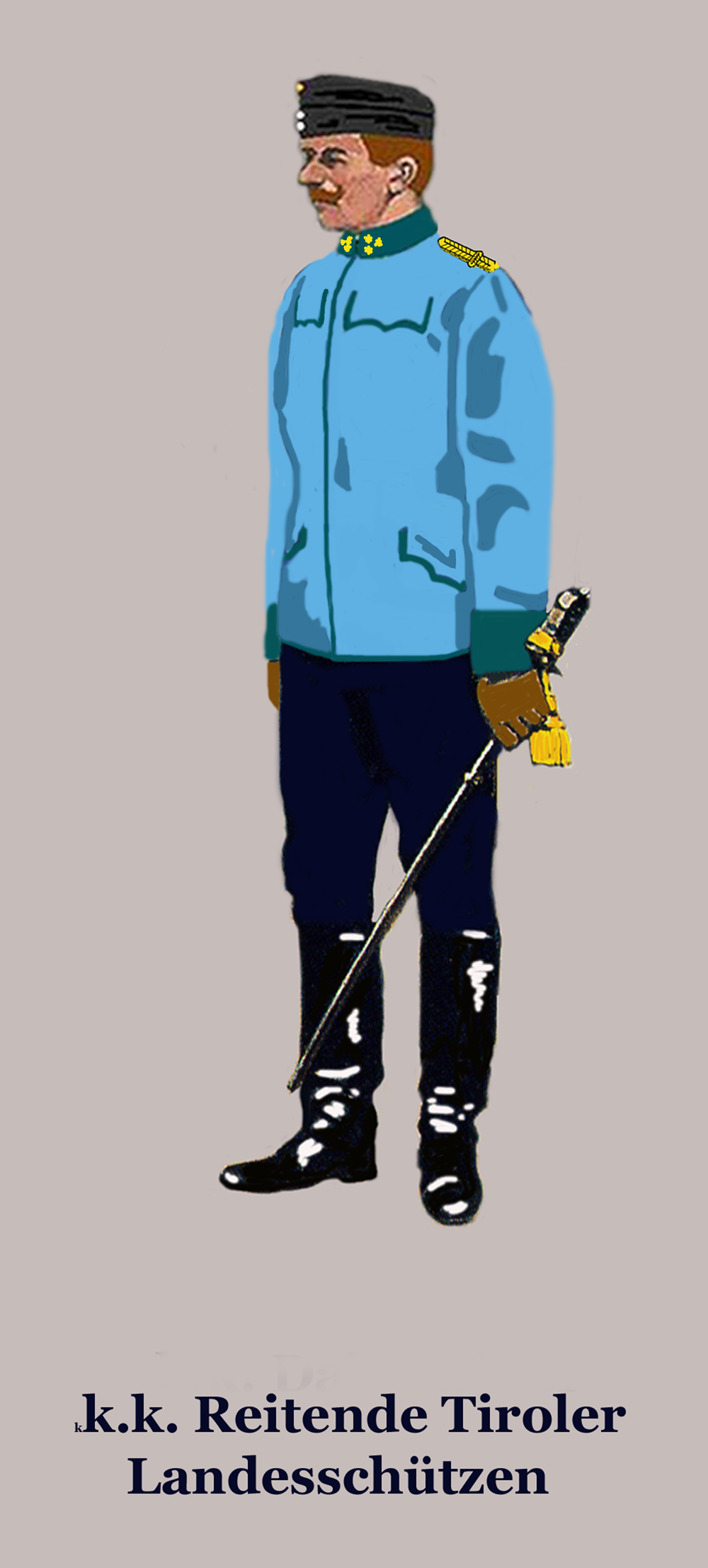
Löjtnant vid den tyrolska ridande landsskytte-
bataljonen 1912.

Den österrikiska riksdelens armé, kaiserliches österreichisches, königliches böhmisches Landwehr, var till skillnad från lantvärnet i Tyskland och andra länder inte en reservstyrka med mobiliserbara kaderförband, utan en armé med stående reguljära förband. K.k. Landwehr får därför inte förväxlas med landstormen. Kommando- och tjänstespråket var tyska.

### Styrka 1914
- 35 lantvärnsinfanteriregementen om vardera tre bataljoner
- 2 lantvärnsbergsinfanteriregementen
- 3 tyrolska landsskytteregementen – 1 ridande tyrolsk landsskyttebataljon – 1 ridande dalmatinsk landsskyttebataljon
- 6 lantvärnsulanregementen
- 8 lantvärnskanonbataljoner – 8 lantvärnsfälthaubitsbataljoner

## Ungerska riksdelens armé (k.u. Landwehr)

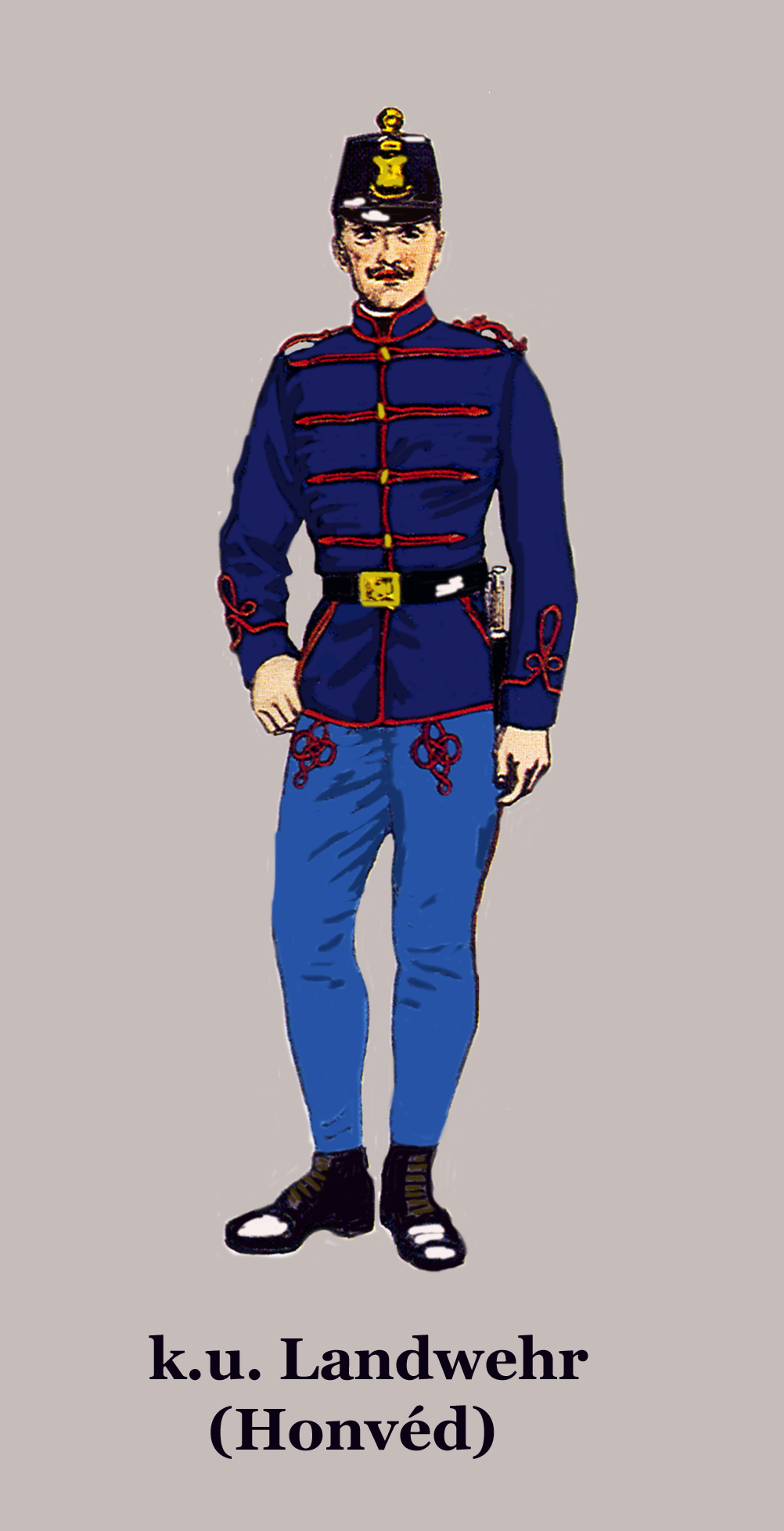
Hónved i paraduniform 1901.

Den ungerska riksdelens armé  bestod av två delarméer. Dels det kungliga ungerska lantvärnet, Magyar Királyi Honvédség (vanligen endast kallad Honvéd), som lydde under försvarsministeriet i Budapest. Dels det kungliga kroatisk-slavonska lantvärnet, Kraljevsko Hrvatsko Domobranstvo, som lydde under banen i Zagreb. Tyska var kommandospråk, medan tjänstespråket var ungerska för honvéd och kroatiska för domobranstvo.

### Styrka 1914

#### Högre förband
- 6 Honvéddistrikt
- 2 Honvédinfanteridivisioner
- 2 Honvédkavalleridivisioner
- 12 avdelta Honvédinfanteribrigader

#### Regementen och självständiga bataljoner
- 32 Honvédinfanteriregementen
- 10 Honvédhusarregementen
- 8 Honvédfältkanonregementen – 1 Ridande Honvédartilleribataljon

## Marinen (k.u.k. Kriegsmarine)

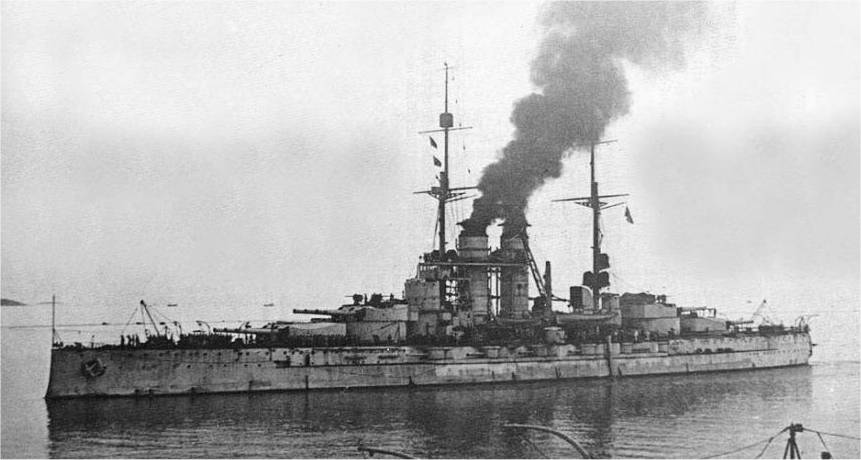
Det österrkisk- Ungerska slagskeppet SMS Szent István under Första världskriget.

Den österrikisk-ungerska marinen uppstod med dubbelmonarkin 1867, men dess anor som den österrikiska marinen går tillbaka till den sedan femtonhundratalet bestående Donauflottiljen och den sedan sjuttonhundratalet bestående Medelhavsflottan. Vid första världskrigets utbrott var den världens sjätte största flotta. De viktigaste örlogshamnarna var Trieste i nuvarande Italien och Pula i nuvarande Kroatien. Viktiga Donauhamnar var Linz och Klosterneuburg.
Flottan hade 1893 två pansrade tornfartyg (med 43 kanoner), åtta pansrade kasemattskepp (212 kanoner), 1 pansarfregatt (29 kan.), 2 fregatter (48 kan.), 7 korvetter (73 kan.), 6 kanonbåtar (29 kan.),17 kryssare (200 kan.), 65 torpedbåtar (96 kan.), 5 trängfartyg (4 kan.), 4 Donaumonitorer (4 kan.), 5 ångfartyg för kustbevakningen (15 kan.), 6 fartyg för hamn- och kusttjänst (13 kan.); sammanlagt 128 fartyg, om 126123 ton, samt 12 080 mans besättning. Dessutom fanns 9 skolfartyg (37 kan. ,637 man), 5 hulkar (335 man) och 2 kuttrar.Marinens personal hade på grund av värnpliktssystemets utformning (se ovan) en helt annan sammansättning än arméns. År 1902 talade 46 % av manskapet kroatiska, 27 % italienska, 10 % tyska, 7 % ungerska, 5 % tjeckiska, 4 % slovenska och 1 % polska. Kommando- och tjänstespråk var tyska.